# Костюк, Трофим Яковлевич
Трофим Яковлевич Костюк (укр. Трохим Якович Костюк; 19 сентября 1905, село Ковалевка Подольской губернии (ныне: Немировского района Винницкой области) — сентябрь 1941, около села Черевки Згуровский район, ныне Киевская область) — украинский советский партийный деятель. Член ЦК КП(б) (1940—1941), депутат Верховного Совета СССР 1-го созыва с 1941 года.

## Биография
Родился в семье крестьянина-бедняка. После смерти отца, начиная с 1921 года, работал чернорабочим, старшим кондуктором товарных поездов.
В 1926 году вступил в ВКП(б).
В 1926—1931 годах — председатель местного комитета движения и телеграфа станции Христиновка Юго-Западной железной дороги. В 1931—1933 годах — заведующий торговыми предприятиями на станциях Христиновка и Казатин Юго-Западной железной дороги. В 1933—1935 годах — начальник мобильной группы Дорожного отдела рабочего снабжения Юго-Западной железной дороги.
В 1935—1937 годах — студент Украинской академии советской торговли, которую заочно окончил в 1941 году.
В 1937—1938 годах — заведующий торговым отделом Киевского областного исполнительного комитета. С 1938 года — заместитель председателя, исполняющий обязанности председателя Киевского областного исполнительного комитета.
В январе 1940 — сентябре 1941 года — председатель Киевского областного исполнительного комитета. С июня 1941 года — член городского штаба обороны Киева.
Погиб в сентябре 1941 года. Именем Трофима Костюка в Киеве в 1965 году названа одна из улиц города.

## Награды
- орден Знак Почета (7.02.1939)